# 七人の愚連隊
『七人の愚連隊』（しちにんのぐれんたい、Robin and the Seven Hoods）は、1964年のアメリカ合衆国のミュージカル映画。出演はフランク・シナトラなど。

## キャスト
※括弧内は日本語吹替（初回放送1971年12月26日『日曜洋画劇場』）
- ロボ：フランク・シナトラ（家弓家正）
- ジョン：ディーン・マーティン（羽佐間道夫）
- ウィル：サミー・デイヴィスJr.（愛川欽也）
- ダール：ビング・クロスビー（中村正）
- ギスボーン：ピーター・フォーク（大塚周夫）
- ビヤ樽：ヴィクター・ブオノ（滝口順平）
- マリアン：バーバラ・ラッシュ（前田敏子）
- ビッグジム：エドワード・G・ロビンソン（富田耕生）

## スタッフ
- 監督：ゴードン・ダグラス
- 製作：フランク・シナトラ
- 脚本：デヴィッド・R・シュワルツ
- 撮影：ウィリアム・H・ダニエルズ
- 作詞：サミー・カーン
- 作曲：ジミー・ヴァン・ヒューゼン
- 音楽：ネルソン・リドル